# 里皮揚卡
48°59′28″N 24°28′46″E / 48.99111°N 24.47944°E
里皮揚卡（烏克蘭語：Ріп'янка），是烏克蘭的村落，位於該國西部伊萬諾-弗蘭科夫斯克州，由卡盧什區負責管轄，始建於1785年，面積13.9平方公里，2001年人口702，人口密度每平方公里50.6人。